# 高槻市立芝生小学校
高槻市立芝生小学校（たかつきしりつ しぼしょうがっこう）は、大阪府高槻市にある公立小学校。敷地内に高槻市立芝生幼稚園が立地している。

## 沿革
- 1970年4月1日　高槻市立如是小学校・高槻市立柳川小学校より分離開校[1]
- 同5-7月　プール新築[1]
- 1971年1月　体育館新築[1]
- 1976年4月　高槻市立丸橋小学校を分離[1]
- 1998年2月　コンピュータ室設置[1]

## 校区
- 高槻市芝生町1・4丁目、栄町2丁目の一部（東部）、栄町3丁目の一部（東部）、栄町4丁目、川添2丁目[2]

卒業生は基本的に高槻市立第三中学校と高槻市立柳川中学校に分かれて進学する。

## 交通アクセス
- JR京都線 高槻駅または阪急京都線 高槻市駅から高槻市営バス、芝生西口停留所下車すぐ。[3]